# Carrozzeria Garavini
Pour les articles homonymes, voir Garavini.
La Carrozzeria Garavini (carrosserie Garavini en italien) est une entreprise de design en carrosserie automobile italienne, fondée par Eusebio Garavini en 1908 à Turin. 

## Histoire
En 1908 à Turin, Eusebio Garavini crée une entreprise de carrosserie baptisée Carrozzeria Piemonte. À cette époque, les voitures n'étaient pas vendues complètes, prêtes à l'usage comme aujourd'hui par les constructeurs automobiles, ils vendaient des châssis motorisés que chaque client devait faire habiller chez un carrossier de son choix. Chaque automobile devenait ainsi très onéreuse du fait de son unicité mais, le client pouvait faire faire sur mesure la carrosserie et aménager l'intérieur selon son goût.
Durant les premières années de son activité, Garavini ne prend en compte que les châssis Diatto et assez vite, les deux entreprises s'unissent pour former la société Diatto & Garavini. En 1914, Eusebio Garavini crée une nouvelle entreprise Garavini S.A.  mais l’entreprise subit de lourds dégâts durant la Première Guerre mondiale. Avec moult difficultés, la société reprend lentement son activité et des constructeurs de renom lui font carrosser des voitures de luxe comme Itala, Isotta Fraschini, Alfa Romeo, Fiat, OM et Bugatti. Entre les commandes, l'entreprise réalisera la carrosserie de nombreuses ambulances et autobus.
En 1927, Garavini dépose le brevet des systèmes “Pluemelastica” et “Plumacciaio”, un produit concurrent au fameux brevet de “carrosserie élastique Weyman” qui prétendait résoudre le manque de rigidité des châssis qui mettaient à) forte contribution les carrosseries jusqu'à arriver à les fissurer à cause des tractions exercées dans le métal. Il fallait donc ancrer les carrosseries de manière souple sur les châssis, ce qui permettait en plus de réduire le bruit. 
Durant la grande crise de 1929, l’activité des carrossiers subit un coup d'arrêt général. À cette époque la société Garavini occupait 30 employés et  230 ouvriers. Une amélioration arrive au début des années 1930 et en 1933, la société change de raison sociale et prend l'intitulé Stabilimenti Garavini Carrozzeria.
Un contrat avec Fiat permet à l'entreprise de reprendre une forte activité avec la fabrication de la version cabriolet de la Fiat 508 Balilla qui connaîtra un beau succès commercial en Italie comme à l'étranger (les pays où le modèle pouvait être exporté sans application de droits de douane inconsidérés. (NDR : en France les droits s'élevaient à 350% du montant du produit importé)

En 1947, Aldo Garavini prend la direction de l'entreprise après le décès de son père. Les désastres de la Seconde Guerre mondiale ne favorisent pas les déplacements en voiture individuelle mais plutôt en train ou en autocar. C'est pourquoi, le jeune Aldo oriente l'activité de l'entreprise vers la carrosserie industrielle en favorisant les autobus.
Malgré une renommée grandement acquise avec la qualité de ses produits, à la fin des années 1950, la société cesse son activité.
Il n'est pas rare de trouver lors des expositions d'anciens trésors de la motorisation italienne des autobus signés Garavini, facilement reconnaissables à leur calandre aux motifs chromés.

## modèles principaux du Garavini
- Alfa Romeo 6C 1750 Saloon
- Alfa Romeo 6C 1750 Spider Albatros
- Alfa Romeo 6C 1750 Sport Bateau
- Alfa Romeo 6C 2500
- Alfa Romeo 8C 2300
- Diatto Tipo 30
- Fiat 500
- Fiat 508
- Fiat 508 Balilla
- Fiat 510
- Fiat 514 Victoria
- Fiat 521
- Fiat 525
- Fiat Topolino
- Isotta Fraschini Tipo 8
- Itala Tipo 50
- Itala Model 61
- Lancia Appia
- Lancia Artena
- Lancia Astura
- Lancia Augusta
- Rolls Royce New Phantom
- Rapid Coupé